# Криворожский музыкальный колледж
Криворожский областной музыкальный колледж — коммунальное высшее учебное заведение II уровня аккредитации в городе Кривой Рог.

## История
Начало музыкального образования в Кривом Роге было положено во второй половине 1920-х годов с организации частной студии по классу фортепиано. В 1932 году студия перешла в ведомство профсоюза работников искусства. В апреле 1936 года на базе музыкальной студии была открыта первая в городе детская музыкальная школа отдела народного образования Криворожского горисполкома.
В 1944 году, после освобождения города от оккупантов, музыкальная школа возобновила свою работу, были открыты филиалы на рудниках им. Ф. Э. Дзержинского, им. Кирова, им. Карла Либкнехта и Октябрьском.
В 1954—1956 годах, благодаря энтузиазму Николая Ромасенко, по распоряжению министра чёрной металлургии СССР Ивана Тевосяна и при поддержке городской власти было построен трёхэтажный Дом музыки — новое здание детской музыкальной школы, которая до этого была в деревянном сооружении. В строительстве помог М. М. Жуков, главный инженер института «Кривбасспроект», по инициативе которого было написано письмо министру чёрной металлургии Ивану Тевосяну, подписанное Алексеем Семиволосом от рудоуправления имени Ильича, Д. Товстановским от треста «Дзержинскруда», Алексеем Подлепой от «Кривбассрудстрой», Я. Нефёдовым от завода «Коммунист» и другими. Особую помощь и непосредственное участие в строительстве принимал Виктор Степанович Олейников.
Как училище основано в 1959 году, как филиал Днепропетровского музыкального училища, по инициативе Николая Ромасенко, будущего первого директора вплоть до 1970 года. С 1961 года самостоятельное учебное заведение Криворожское государственное музыкальное училище, с 2005 года имеет современное название.
С 1992 года училище выступило инициатором проведения Международного конкурса баянистов и аккордеонистов «Кубок Кривбасса», всеукраинского конкурса фортепиано, с 2007 года — ансамблей и концертов.
Устраивает городские фестивали и конкурсы: с 1974 года — «Волшебная флейта», с 1976 — «Юный скрипач», «Юный виртуоз», с 1981 — «Поющая весна», с 1989 — «Джаз и юность», с 1990 — «Украина моя», с 2000 — «Соловей». В 2011 году совместно с Национальной музыкальной академией Украины, Киевским институтом музыки имени Глиэра, Одесской музыкальной академией основан фестиваль Моцарта, в 2012—2013 годах — С. Рахманинова, в 2012 году совместно с Санкт-Петербургской консерваторией — фестиваль «Гений места».
Директора:
- Ромасенко Николай Иванович (1961—1970);
- Зайцев Юрий Иванович (с 1970);
- Тимченко Виктор Константинович;
- Ракитянская Людмила Владимировна (с 2002).

## Характеристика
Училище готовит специалистов по специальностям:
- фортепиано;
- оркестровые струнные инструменты;
- оркестровые духовые и ударные инструменты;
- народные инструменты;
- хоровое дирижирование;
- теория музыки;
- музыкальное искусство эстрады.

Всего в училище обучается 246 студентов. Учебно-воспитательный процесс осуществляют 87 преподавателей.
В разное время преподавателями работали: Лариса Суханова (хормейстер), Красильникова Людмила Владимировна (хормейстер), Виктор Заволгин (хормейстер), Пётр Ладыженский, Виктор Басюк, Кратинова М., Ильин Д., Онуфриенко В., Шильман Ю., Чернийчук Н., Дубинин Г., Замышляев В., Тряскова Л., Кривохижина Т., Волченкова Н., Мовчан А., Месропова Т., Париев А., Шипилова Г., Сиротюк Х.
Среди выпускников: Владимир Зубицкий, Виктор Петриченко, Алла Кульбаба, Наталья Белявина, Александр Долинский, Владимир Лясота, Анатолий Семешко, Александр Ивченко, Анна Добрыднева. В колледже начинал учиться Александр Нежигай.
На базе училища образованы и действуют коллективы:
- оркестр народных инструментов под руководством Д. Ильина, Е. Гроц;
- симфонический оркестр под руководством Н. Чернийчук;
- камерный оркестр под руководством Ю. Шильмана;
- духовой оркестр под руководством В. Онуфриенко, С. Литвиненко;
- эстрадно-симфонический оркестр под руководством В. Онянова;
- джазовый биг-бэнд под руководством И. Курило;
- хор «Возрождение» под руководством В. Заволгина, Л. Красильниковой.